# روشون فگان
روشون فگان (انگلیسی: Roshon Fegan؛ زادهٔ ۶ اکتبر ۱۹۹۱) هنرپیشه، رقصنده، خواننده اهل ایالات متحده آمریکا است. وی از سال ۲۰۰۴ میلادی تاکنون مشغول فعالیت بوده است.
از فیلم‌ها یا برنامه‌های تلویزیونی که وی در آن نقش داشته است می‌توان به مدرسه نوابغ، دریلبیت تیلور اشاره کرد.